# إد هيرنانديز
إد هيرنانديز هو سياسي أمريكي، ولد في 17 أكتوبر 1957 في مونتيبيلو في الولايات المتحدة. نشط حزبياً في الحزب الديمقراطي. وقد انتخب عضو مجلس ولاية كاليفورنيا ‏ وانتخب عضو جمعية ولاية كاليفورنيا ‏.

## وصلات خارجية
- الموقع الرسمي